# Anopheles okuensis
Anopheles okuensis este o specie de țânțari din genul Anopheles, descrisă de Brunhes, Le Goff și Geoffroy în anul 1997. Conform Catalogue of Life specia Anopheles okuensis nu are subspecii cunoscute.